# Heinz Hartmann (Mediziner)

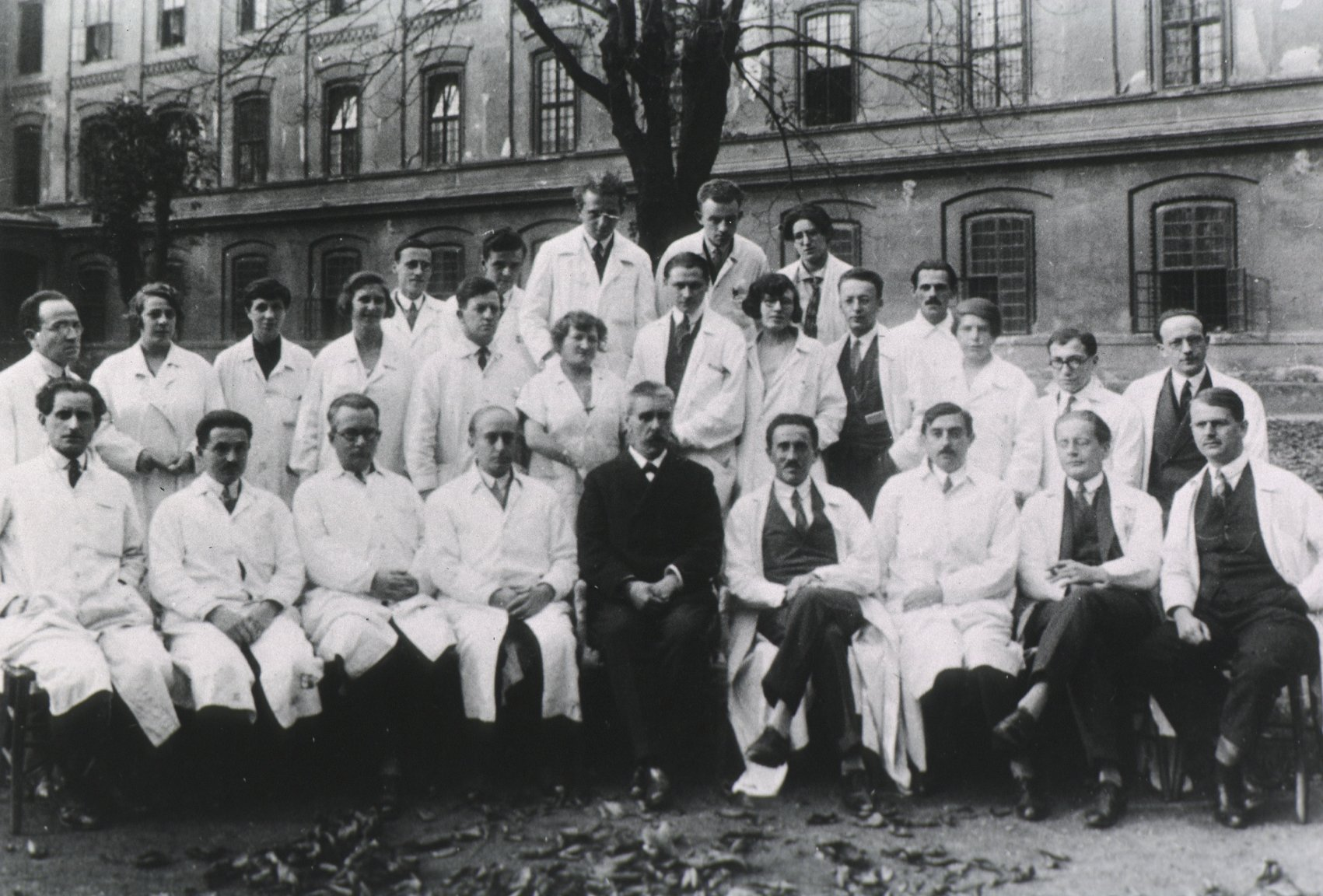
Wagner-Jaureggs
Ärzteteam in Wien 1927.
Heinz Hartmann in der 1. Reihe, der zweite von rechts

Heinz Hartmann (* 4. November 1894 in Wien, Österreich-Ungarn; † 17. Mai 1970 in Stony Point, New York) war ein österreichisch-US-amerikanischer Psychiater und Psychoanalytiker. Er wird als einer der Begründer und wichtigsten Vertreter der Ich-Psychologie angesehen.

## Kindheit und Ausbildung
Hartmann entstammte einer Familie, aus der einige Schriftsteller und Akademiker hervorgingen. Sein Vater Ludo Moritz Hartmann war Geschichtsprofessor, seine Mutter Margarete, geb. Chrobak, Pianistin und Bildhauerin. Nach dem Gymnasium studierte er an der Universität Wien Medizin und wurde 1920 zum Dr. med. promoviert. Danach arbeitete er zuerst als Assistent, später als Oberarzt an der Landesheil- und Pflegeanstalt für Nerven- und Geisteskranke in Wien bei Julius Wagner-Jauregg.

## Verbindung zu Sigmund Freud
Sein Interesse galt Freuds Theorien. Der Tod Karl Abrahams hinderte Hartmann daran, die Lehranalyse, die er bei ihm vorgehabt hatte, weiter zu verfolgen. Stattdessen unternahm er seine erste Analyse mit Sándor Radó. Ab 1920 war er Mitglied der Wiener Psychoanalytischen Vereinigung. 1927 veröffentlichte er die Grundlagen der Psychoanalyse und danach mehrere Studien über Psychosen, Neurosen, Zwillinge usw. Er beteiligte sich auch an der Herausgabe eines Handbuchs für Medizinische Psychologie und war von 1932 bis 1941 Herausgeber der Internationalen Zeitschrift für Psychoanalyse. Als Hartmann für eine Position an der Johns Hopkins University vorgeschlagen wurde, bot Sigmund Freud ihm eine kostenlose Analyse an, um ihn in Wien zu halten. Er entschloss sich für die Analyse mit Freud und wurde als herausragender Analytiker seiner Generation bekannt.

## Die Psychologie des Ichs
Vor der Wiener Psychoanalytischen Gesellschaft präsentierte er 1937 eine Studie über die Psychologie des Ichs, ein Thema, das er später vertiefen sollte, als er seine Arbeit Ich-Psychologie und Anpassungsproblem veröffentlichte. Diese Arbeit begründete die Entwicklung der theoretischen Richtung, die als Ich-Psychologie bekannt wurde.
Heinz Hartmann hat im Zuge seiner Erweiterung und Ausdifferenzierung der Psychoanalyse und Ich-Psychologie das Selbst als Instanz in die Theorien der Psychoanalyse eingeführt. Diese Instanz ist bei Hartmann ein weiteres übergreifendes psychisches System neben dem Es und dem Über-Ich. Es kann im Vergleich zu den Objekten der Außenwelt ebenso mit libidinöser Energie besetzt werden. Dadurch ist es möglich, zwischen der Besetzung von Objekten der Außenwelt und der Besetzung der eigenen Person zu unterscheiden. Dieser theoretische Schritt hatte großen Einfluss auf die Objektbeziehungstheorie und die Selbstpsychologie von Heinz Kohut.

## 1938: Flucht und Neuanfang in den USA
Nach dem „Anschluss Österreichs“ musste Hartmann Österreich 1938 mit seiner Familie verlassen, um den Nazis zu entkommen. Auf dem Weg über Paris und die Schweiz erreichte er 1941 New York, wo er schnell einer der führenden Denker der New York Psychoanalytic Society wurde. Zu ihm gesellten sich Ernst Kris und Rudolph Loewenstein, mit denen gemeinsam er viele Artikel schrieb. 

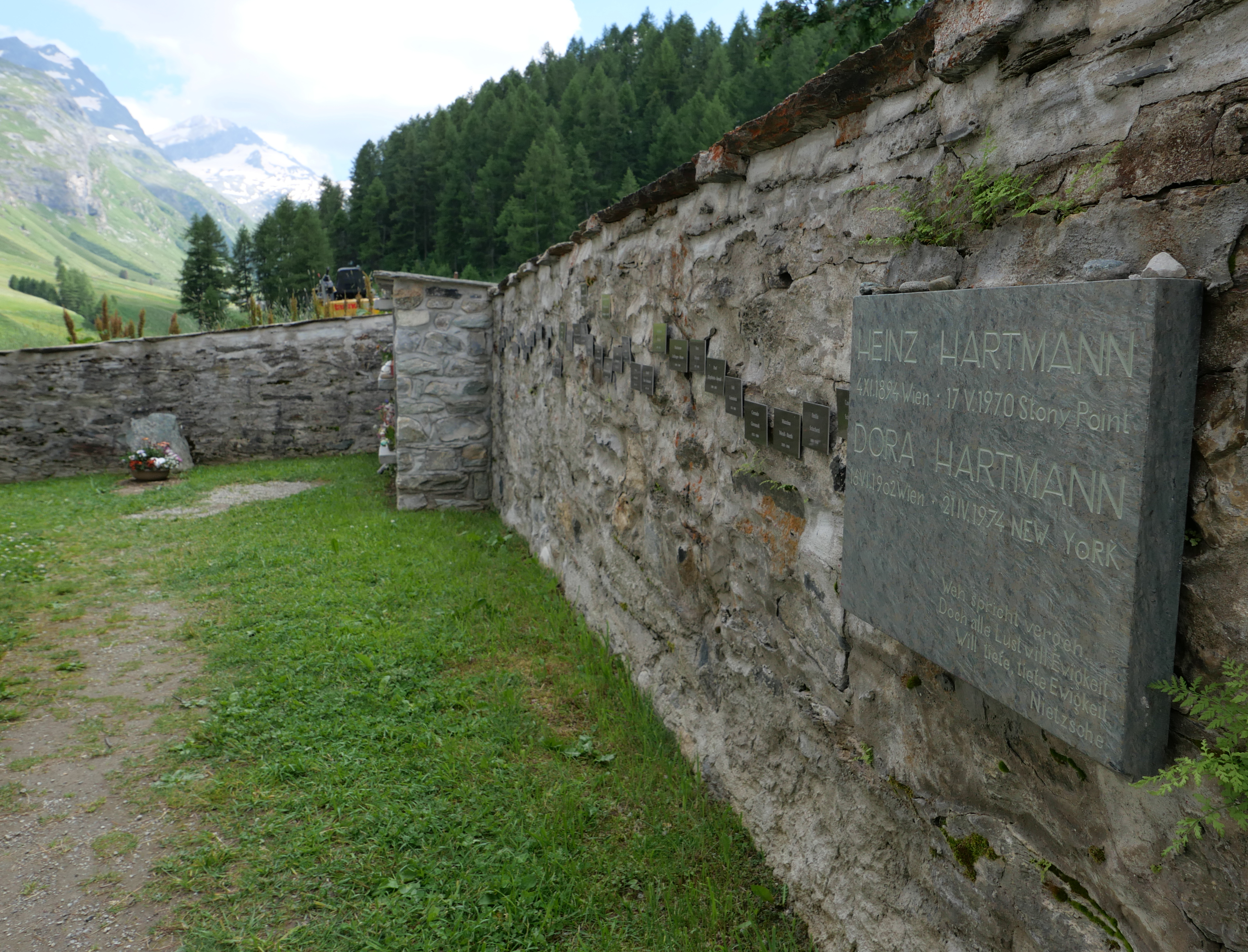
Das Grab im Jahr 2024 mit dem Fextal im Hintergrund.

Im Jahr 1945 begründete er zusammen mit Kris und Anna Freud eine Jahresschrift mit dem Titel The Psychoanalytic Study of the Child. Hartmann war von 1941 bis 1957 Präsident der International Psychological Association (IPA), und nach einigen Jahren der Präsidentschaft wurde ihm der Ehrentitel eines Präsidenten auf Lebenszeit verliehen.
Hartmann war seit 1928 mit der Kinderärztin und Analytikerin Dorothea „Dora“ Karplus (1902–1974) verheiratet.
Hartmanns sterbliche Überreste wurden auf dem Friedhof der aus dem 15. Jahrhundert stammenden Bergkirche Fex-Crasta im Fextal bestattet, das zur Gemeinde Sils im Engadin/Segl im Schweizer Kanton Graubünden gehört. An seiner Seite fand auch seine Frau ihre letzte Ruhe. Der Grabstein trägt ein Zitat aus dem Gedicht Zarathustra’s Rundgesang aus dem Roman Also sprach Zarathustra des deutschen Philosophen Friedrich Nietzsche, der in den 1880er Jahren einige Sommer im nahegelegenen Sils-Maria verbrachte:

„Weh spricht vergeh / Doch alle Lust will Ewigkeit / Will tiefe, tiefe Ewigkeit“

## Schriften (Auswahl)
- Ich-Psychologie und Anpassungsproblem. 3. unveränd. Auflage. Klett, Stuttgart 1975.
- Essays on Ego Psychology. Selected Problems in Psychoanalytic Theory. 1965, ISBN 0-8236-1740-8. Deutsch: Ich-Psychologie. Studien zur psychoanalytischen Theorie. 2. Auflage. Klett-Cotta, Stuttgart 1997, ISBN 3-608-91847-7.